# Escodamè
Escodamè, pseudonimo di Michele Leskovic (Udine, 24 maggio 1905 – Imola, 11 giugno 1979), è stato un artista italiano.

## Biografia
Di famiglia slovena, trascorse l'infanzia a Udine, per poi trasferirsi durante la prima guerra mondiale a Milano.
Nel 1920 conobbe Filippo Tommaso Marinetti, di cui divenne amico e collaboratore: l'incontro segnò l'adesione di Leskovic al futurismo.
Nel 1921 redasse con Roberto Clerici e Piero Albrighi il manifesto Svegliatevi studenti d'Italia edito a Milano dalla Direzione del Movimento Futurista; nel frattempo fondò a Udine il primo Gruppo Futurista Friulano.
Dopo la partecipazione nel 1924 al Congresso Futurista di Milano, l'anno successivo alcune sue liriche vennero pubblicate nell'antologia I nuovi poeti futuristi per le edizioni di “Poesia” a Milano, a cura di Marinetti; in questa occasione egli utilizza lo pseudonimo Escodamè, destinato a rimanere per anni la sua firma; altre sue poesie vennero poi pubblicate su varie riviste tra cui Futurismo, la Fiera Letteraria di Roma e Dinamo futurista.
Nel 1927 fondò insieme a Marinetti, Fortunato Depero, Vincenzo Mai, Luigi Russolo e altri la “Società per la protezione delle macchine”.
Al termine della seconda guerra mondiale si trasferì a Roma, infine negli ultimi anni si ritirò con la moglie, l'attrice Lia Orlandini, nella casa di riposo per artisti drammatici italiani a Bologna.